# WinDjView

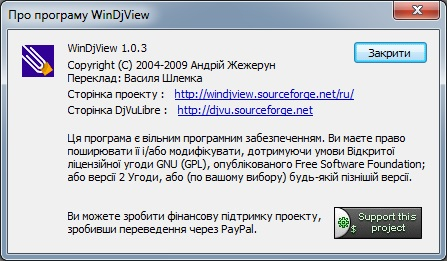
Віконце «Про програму» українізованої WinDjView 1.0.3

WinDjView — швидка і зручна програма для перегляду файлів формату DjVu на пристроях з ОС Windows. Програма має вкладки для документів, безперервну прокрутку сторінок і розширені можливості друку. Заснована на бібліотеці DjVuLibre, що вільно розповсюджується.
MacDjView — проста програма для перегляду DjVu-файлів на пристроях з Mac OS X, також з безперервною прокруткою сторінок.

## Опис програми
Автором програми є Андрій Жежерун
Програми WinDjView і MacDjView є вільним програмним забезпеченням. Кожен користувач вправі поширювати та/або змінювати, дотримуючись умови Відкритого ліцензії GNU (GPL), опублікованої Free Software Foundation; або версії 2 цієї Угоди, або (на розсуд користувача) будь-якої пізнішої версії цієї угоди.
Формат DjVu використовується для зберігання документації, відсканованих сторінок книг, журналів, рукописів. У цьому випадку документи виходять компактніші, ніж найбільш очевидні альтернативи — JPEG (файл на сторінку) або PDF. Крім того, зберігається навігація по документу, а якщо у документі є текстовий шар, то підтримується і повноцінний пошук.
Крім технологічних переваг, є ще один плюс — цей формат затребуваний. В електронних бібліотеках неважко натрапити на цінний документ у форматі DjVu. Стандартні засоби Windows не дозволять переглянути його, необхідний зовнішній додаток, на зразок WinDjView.
Програма дозволяє переглядати, а також роздруковувати документи DjVu.
- Ліва бічна панель містить список мініатюр сторінок, що помітно спрощує навігацію.
- Підтримується безліч варіантів установки масштабу, пов'язаних з прив'язками до меж вікна, а також поворот сторінок на 90 градусів.
- Можна переглядати документ як вертикальний список сторінок або в режимі розвороту. В останньому випадку ліва і права сторінки розташовуються на своїх місцях, що дозволяє зберегти складне форматування, яке іноді застосовується.
- Нарешті, третій режим — незалежний перегляд кожної сторінки окремо. Навігація у цьому разі здійснюється тільки за допомогою лівої панелі мініатюр.
- Перемикання «сюжетних» масштабів зручно здійснювати за допомогою утримання клавіші Ctrl і цифрових клавіш.
- Присутня прямокутна лупа, яка дозволяє збільшувати певні ділянки сторінки. це зручний інструмент для читання тексту, якщо читач має проблеми з зором. Недоліком даного рішення є те, що необхідно постійно утримувати ліву кнопку миші.
- Налаштування програми дозволяють встановлювати яскравість і контрастність сторінок за замовчуванням. Цю корекцію можна застосувати в режимі друку документа.

WinDjView є дуже компактною утилітою, якщо порівнювати її з аналогічними програмами для читання PDF.

## Можливості програми
- Підтримка всіх поширених версій Windows (8, 7, Vista, XP, Server 2008, Server 2003)
- Вкладки для відкритих документів. Є альтернативний режим відкриття кожного документа в окремому вікні.
- Безперервний і односторінковий режими перегляду, можливість відображення розвороту
- Мови інтерфейсу: англійська, російська (для попередніх версій — також українська, грецька, угорська, французька, португальська, китайська (спрощена), татарський). Для встановлення мови необхідно завантажити відповідну мовну dll в каталог інсталяції та перезапустити програму.
- Користувацькі закладки та анотації
- Пошук по тексту і копіювання (ці можливості доступні лише для документів з вбудованим текстовим шаром)
- Підтримка словників — переводять слова під вказівником миші (ця можливость доступна лише для документів з вбудованим текстовим шаром)
- Список мініатюр сторінок з налаштованим розміром
- Зміст і гіперпосилання
- Розширені можливості друку
- Повноекранний режим
- Режими швидкого збільшення і масштабування виділеної ділянки
- Експорт сторінок (або частини сторінки) в bmp, png, gif, tif і jpg
- Поворот сторінок на 90 градусів
- Масштаб: сторінка повністю, по ширині сторінки, 100 % і користувацький
- Налаштування яскравості, контрасту і гами
- Режими відображення: кольоровий, чорно-білий, передній план, задній план
- Навігація і скролінг як мишею, так і з клавіатури
- Якщо потрібно, асоціює себе з файлами DjVu в Провіднику Windows

### Переваги
- Компактність
- Між тим, наявність основних інструментів перегляду: гнучке масштабування, мініатюри сторінок, пошук, закладки.
- Перші версії не потребували інсталяції — програма працювала з архіву

### Недоліки
- Не зважаючи на наявність в інтерфейсі вікна TXT, розпізнавання тексту без застосування більш об'ємних програм неможливе
- Останні версії потребують інсталяції
- У версії 2.1.0.0 немає української мови (окремий українізатор потрібно викачувати окремо від програми, він сирий, не працює в портативних версіях)
- Під час інсталяції WinDjView пропонує встановити панель інструментів, змінити домашню сторінку браузера і пошукову систему за замовчуванням — будьте обережні і зніміть «пташки» з непотрібних пунктів